# 天气预报

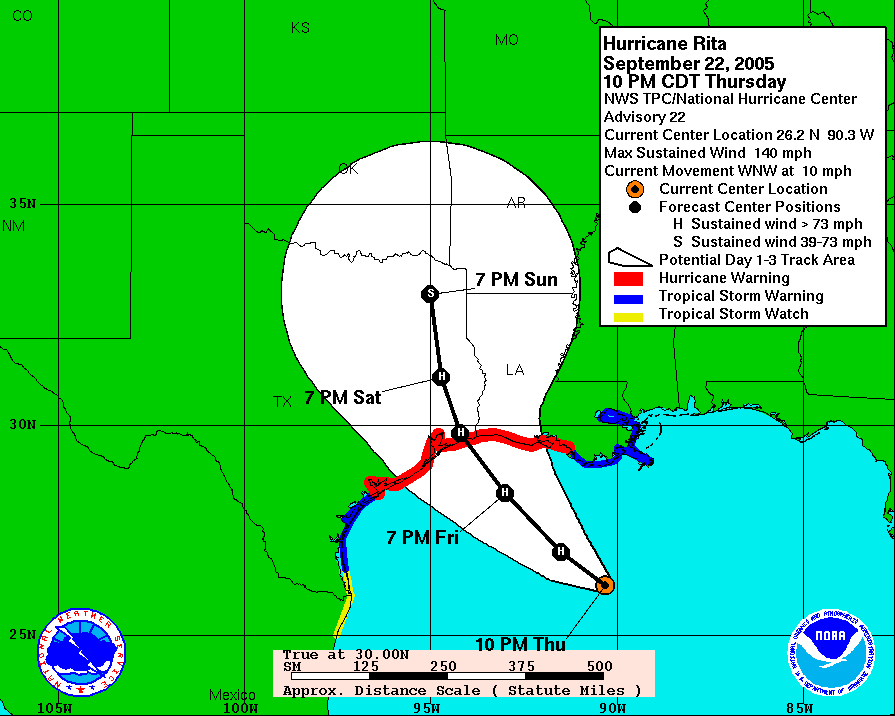
现代的气象预报可以帮助避免人身损失

天气预报（測）又稱氣象預報（測）、氣象報告。天氣預報是使用现代科学技术对未来某一地点地球大气层的状态进行预测。从史前人类就已经开始对天气进行预测来相应地安排其工作与生活（比如农业生产、军事行动等等）。今天的天气预报主要是使用收集大量的数据（气温、湿度、风向和风速、气压等等），然后使用目前对大气过程的认识（气象学）来确定未来空气变化。由于大气过程的混乱以及今天科学并没有最终透彻地了解大气过程，因此天气预报总是有一定误差的。
總言之，氣象預報是基於對當前氣象條件的觀察和分析，利用物理模型、統計學方法和過去氣象資料等多種因素進行推算而得出的預測結果。儘管氣象預報的算法和方法很複雜，但其仍然有一定的主觀性。因此，氣象預報並不是完全客觀的機率預測，而是基於對過去、現在和未來氣象條件的綜合判斷，提供對某些事件發生可能性的預測。

## 历史

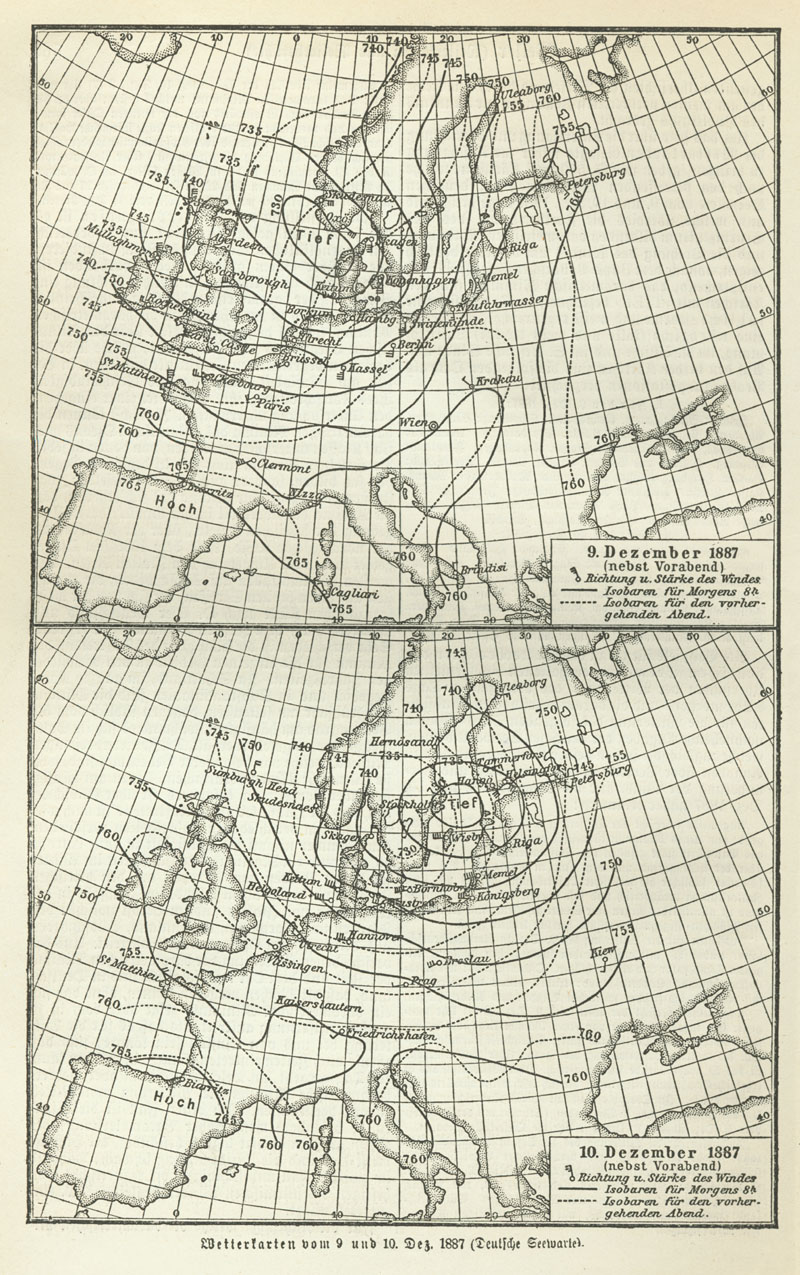
1887年12月10日的欧洲气象图

许多人的生活受气象的影响。因此从史前开始人类就试图预测一天或者一个节气之后天气会是怎样。前650年左右巴比伦人使用云的样子来预测天气。前340年左右亚里士多德在他的《天象论》中描写了不同的天气状态。中国人至少在前300年左右有进行天气预报的纪录。   
古代天气预报主要是依靠一定的天气现象，比如人们观察到晚霞之后往往有好天气。这样的观察积累多了形成了天氣諺語，只不過隨著時代、環境演變，有些谚语可能未必準確或切合時宜。
从17世纪开始科学家开始使用科学仪器（比如气压表）来测量天气状态，并使用这些数据来做天气预报。但很长时间里人们只能使用当地的气象数据来做天气预报，因为当时人们无法快速地将数据传递到远处。1837年电报被发明后人们才能够使用大面积的气象数据来做天气预报。
20世纪气象学发展迅速。人类对大气过程的了解也越来越明确。1970年代數值天气預報随电脑硬件发展出现并且发展迅速，成为現代天气预报之主流。

## 现代天气预报
现代天气预报有五个组成部分：   
- 收集数据
- 数据同化
- 数值天气预报
- 输出处理
- 展示

### 收集数据
最传统的数据是在地面或海面上通过专业人员、爱好者、自动气象站或者浮标收集的气压、气温、风速、风向、湿度等数据。世界气象组织协调这些数据采集的时间，并制定标准。这些测量分每小时一次（METAR）或者每六小时一次（SYNOP）。   
使用探空气球可以一直上升到对流层顶收集上空的气温、湿度、风速數據。 
气象卫星的数据越来越重要。气象卫星可以采集全世界的数据。它们的可见光照片可以帮助气象学家来检视云的发展。它们的红外线数据可以用来收集地面和云顶的温度。通过监视云的发展可以收集云的边缘的风速和风向。不过由于气象卫星的精确度和分辨率还不够好，因此地面数据依然非常重要。  
气象雷达可以提供降水地区和强度的信息。多普勒雷达还可以确定风速和风向。

### 数据同化

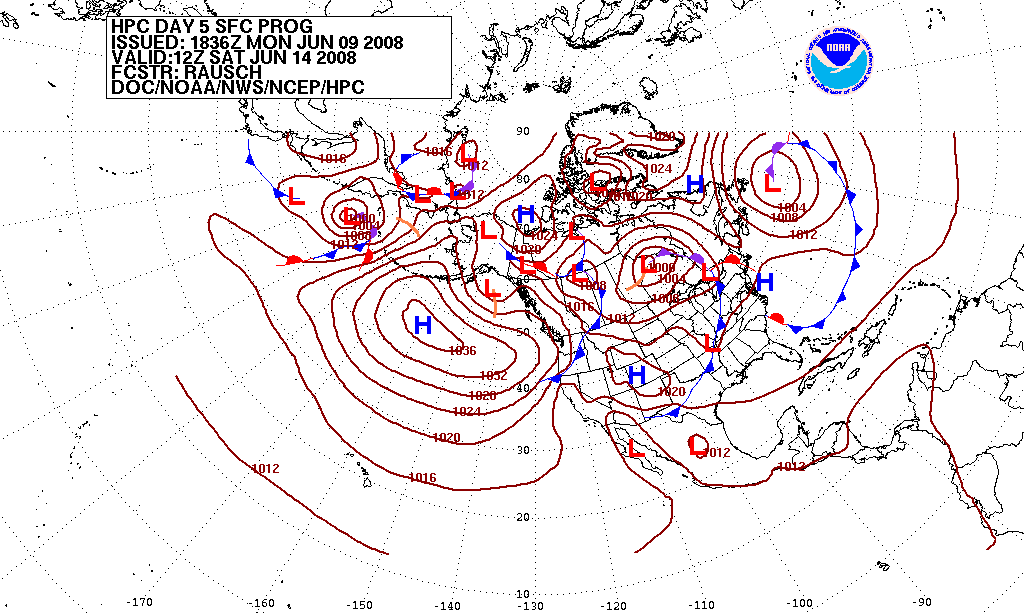
2008年的北美洲氣壓圖

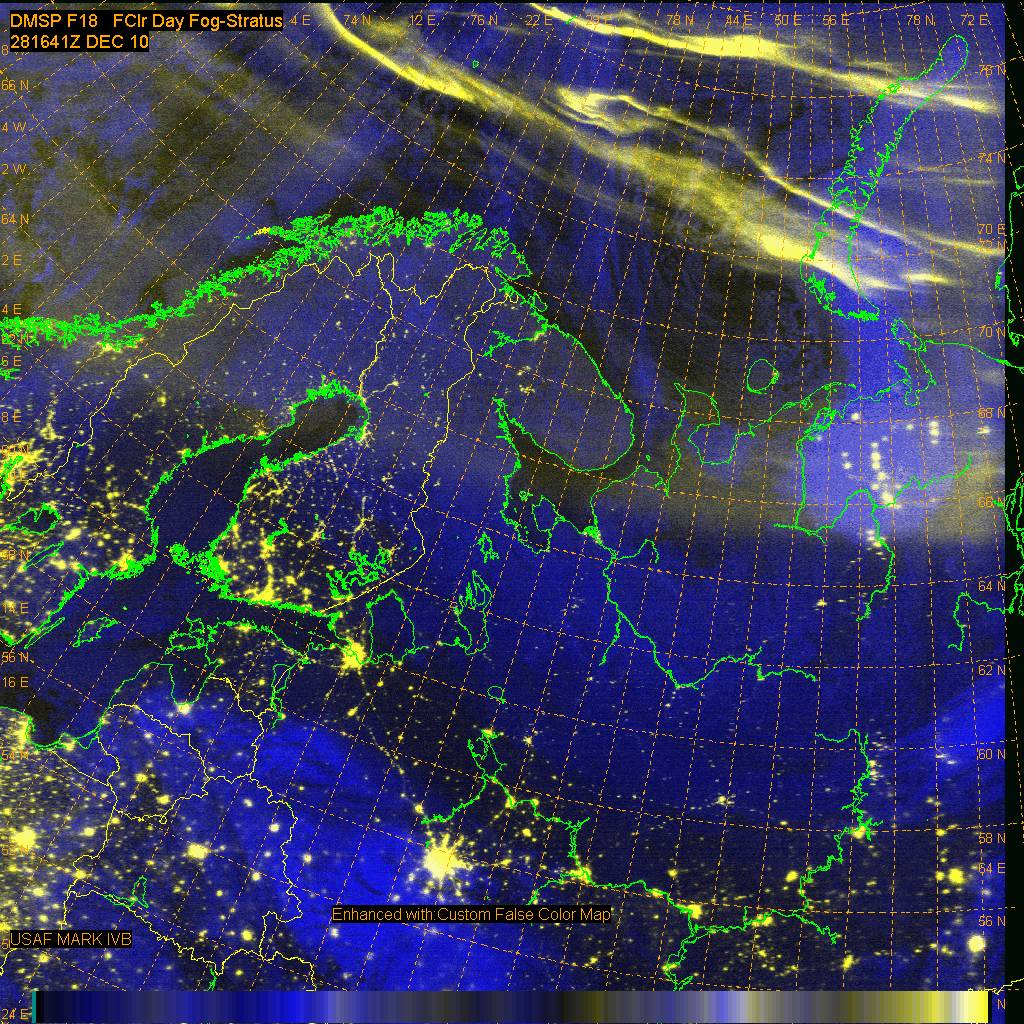
北歐衛星雲圖

在数据同化的过程中被采集的数据与用来做预报的数字模型结合在一起来产生气象分析。其结果是目前大气状态的最好估计，它是一个三维的温度、湿度、气压和风速、风向的表示。

### 数值天气预报
数值天气预报是使用电脑来模拟大气。它使用数据同化的结果作为其出发点，按照今天物理学和流体力学的结果来计算大气随时间的变化。由于流体力学的方程组非常复杂，因此只有使用超级电脑才能够进行数值天气预报。这个模型计算的输出是天气预报的基础。

### 输出处理
模型计算的原始输出一般要经过加工处理后才能成为天气预报。这些处理包括使用统计学的原理来消除已知的模型中的偏差，或者参考其它模型计算结果进行调整。   
过去气象学家必须自己做处理工作，今天24小时以上的天气预报主要是使用多种不同模型后对其结果进行综合。气象学家还必须分析预报出来的模型数据来使最终用户能够理解它。此外天气预报的模型一般分辨率不是特别高。当地的气象学家还必须通过当地的经验在涉及地区性的影响，使得当地的天气预报更加精确。不过随着天气预报模型的不断精密化这个工作量越来越小了。  

### 展示
对于最终用户来说天气预报的展示是整个过程中最重要的。只有知道最终用户需要什么信息、如何才能将这些信息易懂地传达给最终用户才能完成这个任务。   

#### 公众

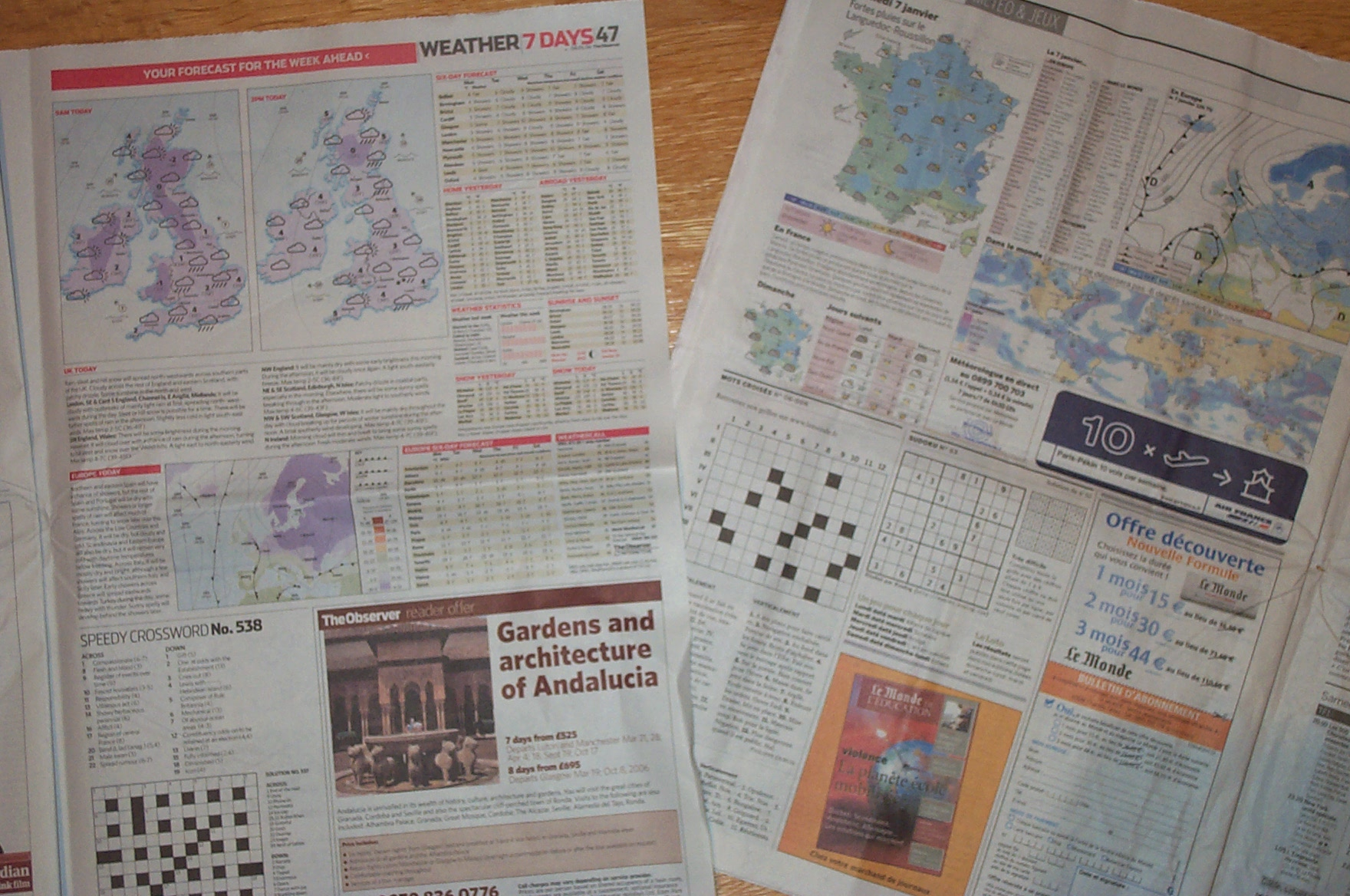
报纸中的天气预报，图中为《观察者》和《世界报》的天气预报栏

公众是天气预报的一个主要用户。不但天气灾害如冰雹、飓风等等对公众生活有巨大的影响和威胁，即使日常生活、节假日安排、穿衣等等也要依靠天气预报。电视、广播、报纸、因特网中均有对公众的天气预报服务。   

#### 航空
天气对航空的影响非常大。几乎所有的飞机场均有自己的气象站。在飞机起飞前机组人员要获得整个的飞行路线上的天气情况以及天气预报数据。   

#### 电力系统
天气对用电量的影响非常大，因此电力公司通过天气预报预测用电量。   

#### 其它私营企业
其它私人企业也可以通过天气预报来调整它们的需求和供给。比如超市在热天可以提供更多的饮料，等等。

## 預報項目
常見的天氣預報如下：
溫度預報：包括當日，明日及未來一週天氣。
濕度預報
降雨量預報
紫外線預報
颱風預報
地震警報